# 6875 Golgi
6875 Golgi eller 1994 NG1 är en asteroid i huvudbältet som upptäcktes 4 juli 1994 av den amerikanske astronomen Eleanor F. Helin vid Palomar-observatoriet. Den är uppkallad efter italienaren Camillo Golgi.
Asteroiden har en diameter på ungefär 4 kilometer.